# 蘇瑩君
蘇瑩君，中華民國外交官。1999年進入外交部，2002年起任職於駐瑞士臺北文化經濟代表團日內瓦辦事處、駐聖文森國大使館、駐荷蘭台北代表處，其後再擔任駐聖文森國大使館參事、外交部亞東太平洋司副司長、駐日內瓦辦事處大使銜處長等職務，現任駐聖露西亞大使。

## 職業生涯
2016年8月，曾擔任聖文森總理的反對黨－新民主黨主席尤斯特宣布，未來若該黨在大選中取得執政地位，將推動與中华人民共和国建立正式外交關係。中華民國駐聖文森國大使館參事蘇瑩君表示，大使館對此感到震驚，因為事先並沒有接收到任何有關的徵兆，也對尤斯特的決定感到遺憾。蘇瑩君並指出，大使館與反對黨之間的往來一向友好，在5月20日大使館舉辦新總統就職慶祝典禮的場合上，尤斯特也有與其他黨政人員前來向總統蔡英文表達祝賀。另根據報導，尤斯特在當天致詞時表示，臺灣是新民主黨與執政的聯合勞工黨之間唯一不會爭吵的議題。
2021年7月，美國駐日內瓦聯合國暨其他國際組織代表團（U.S. Mission to the United Nations and Other International Organizations
Geneva, Switzerland）代办Benjamin Moeling與駐日內瓦辦事處長蘇瑩君會面，後在Twitter發布消息並推文表示，很榮幸與臺灣的駐日內瓦代表進行多方面的討論。
2021年10月，《日内瓦论坛报》以「如果臺灣落入北京手中，全世界將因此受害」為標題，刊出專訪駐日內瓦辦事處長蘇瑩君的訪談內容。
2022年3月，臺灣與美國外交官員在華盛頓會面，對於臺灣擴大參與联合国系统與其他國際論壇等事宜進行討論，另就公共卫生、环境保护、发展援助等全球性議題交換意見。由中華民國外交部主任秘書徐儷文、國際組織司長吳尚年、駐美國代表蕭美琴、副代表王良玉、駐紐約辦事處長李光章、駐日內瓦辦事處長蘇瑩君，以及美國國務院國際組織局助理國務卿席森、副助理國務卿庫克（Nerissa Cook）與瑞伊（Jane Rhee）、亚太经济合作组织（APEC）資深官員莫瑞（Matt Murray）、美國在台協會執行理事藍鶯（Ingrid Larson）等人員與會。
2022年5月，美國國務院國際組織局助理國務卿席森與駐日內瓦辦事處長蘇瑩君會面，談及美國持續協助臺灣參與包括世界卫生组织（WHO）在內的國際組織，席森表示，美國政府與國會都高度支持臺灣參與國際組織，並說明在日內瓦與WHO幹事長谭德塞會面時，重申美國期待臺灣得以观察员身份出席第75屆世界卫生大会（WHA），讓臺灣對全球衛生做出更多具體貢獻。蘇瑩君則感謝美國長年堅定支持臺灣參與WHO，表示臺灣將與美國以及其他理念相近國家持續合作，共同因應全球衛生的挑戰。
2024年11月，駐日內瓦辦事處長蘇瑩君轉任駐聖露西亞大使，成為中華民國駐該國首位女性大使。

## 外部連結
- 瑞士的small talk. . Spotify. 2021年9月  [2022-10-28]. （原始内容存档于2022-10-28）.